# Sigmatomera (Sigmatomera) pictipennis
Sigmatomera (Sigmatomera) pictipennis is een tweevleugelige uit de familie steltmuggen (Limoniidae). De soort komt voor in het Neotropisch gebied.